# براد أرمسترونغ
براد أرمسترونغ (بالإنجليزية: Brad Armstrong)‏ هو مصارع محترف أمريكي، ولد في 15 يونيو 1961 في ماريتا في الولايات المتحدة، وتوفي في 1 نوفمبر 2012 في كينيساو في الولايات المتحدة.

## وصلات خارجية
- براد أرمسترونغ على موقع WrestlingData.com (الإنجليزية)
- براد أرمسترونغ على موقع CageMatch worker (الإنجليزية)
- براد أرمسترونغ على موقع قاعدة بيانات المصارعة على الإنترنت (الإنجليزية)
- براد أرمسترونغ على موقع عالم المصارعة على الإنترنت (الإنجليزية)
- براد أرمسترونغ على موقع عالم المصارعة على الإنترنت (الإنجليزية)

- براد أرمسترونغ على موقع IMDb (الإنجليزية)
- براد أرمسترونغ على موقع قاعدة بيانات الفيلم (الإنجليزية)